# Bila Țerkva
Bila Țerkva (în ucraineană Біла Церква) este oraș regional din regiunea Kiev, Ucraina. Deși subordonat direct regiunii, orașul este și reședința raionului Bila Țerkva.

## Demografie
Componența lingvistică a orașului Bila Țerkva
     Ucraineană (86,61%)
     Rusă (12,31%)
     Alte limbi (0,26%)
Conform recensământului ucrainean din 2001, majoritatea populației orașului Bila Țerkva era vorbitoare de ucraineană (86,61%), existând în minoritate și vorbitori de rusă (12,31%).

## Istorie
Marele Ducat al Lituaniei 1363–1569

 Uniunea statală polono-lituaniană 1569–1793

 Imperiul Rus 1793–1917

 RSS Ucraineană 1920–1922

 Uniunea Sovietică 1922–1941

 Imperiul German (ocupația) 1941–1944

 Uniunea Sovietică 1944–1991

 Ucraina 1991–prezent 

## Personalități
- Moișe Sluțchi (1851-1934), medic evreu stabilit la Chișinău
- Mihail Eisenstein (1867-1920), arhitect rus